# Eszter Újvári
Eszter Újvári (Budapest, 26 novembre 1975) è un'ex cestista ungherese.

## Carriera
Con l'Ungheria ha disputato i Campionati mondiali del 1998 e tre edizioni dei Campionati europei (1995, 1997, 2001).